# Ga Hướng Lại
Ga Hướng Lại là một nhà ga xe lửa tại huyện Vĩnh Tường tỉnh Vĩnh Phúc. Nhà ga là một điểm của đường sắt Hà Nội - Lào Cai và nối với ga Vĩnh Yên với ga Bạch Hạc.